# Dirphya bifasciata
Dirphya bifasciata là một loài bọ cánh cứng trong họ Cerambycidae.